# Farkas Pál (szobrász)
Farkas Pál Péter (Szeged, 1947. július 1. –) magyar szobrász.

## Életpályája

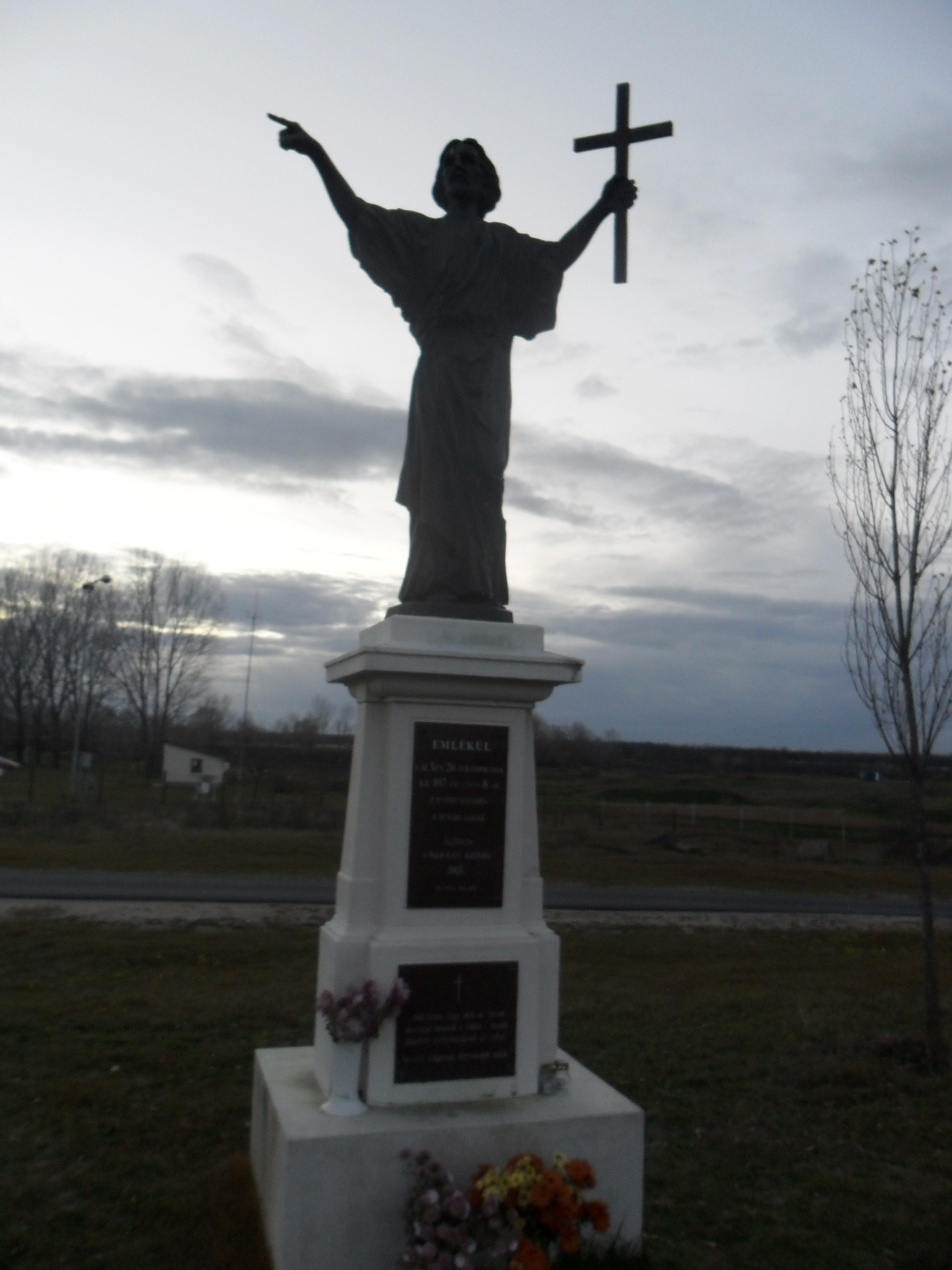
A biskói komptragédia emlékműve, Pakson

Szülei: Farkas Ferenc és Kovács Erzsébet. A szegedi Tömörkény István Gimnáziumban érettségizett, 1965-ben. Főiskolai tanulmányait is szülővárosában, a Juhász Gyula Tanárképző Főiskolán végezte, 1967–1971 között, ifjúkori mestere Tápai Antal. 1971–1973 között Szekszárdon általános iskolai tanár volt. 1973–1975 között középiskolai pedagógusként dolgozott. 1974–1977 között a Képzőművészeti Főiskola hallgatója volt. 1977 óta az Illyés Gyula Pedagógiai Főiskola tanára, 1990–2002 között a vizuális nevelési tanszék vezetője volt, 1992 óta docens. 1975-től a MAOE, 1983-tól az MKISZ és az MNMA, 1991-től a szegedi SZÖG-ART Művészeti Egyesület tagja.
Az 1960-as évektől 8 önálló kiállítása van. Elsősorban bronzból készíti alkotásait, többek közt portrékat. 70 köztéri alkotása látható hazánkban és külföldön.

## Magánélete
1970-ben vette feleségül Molnár Ilonát. Három gyermekük született; Eszter (1971), Kata (1975) és Réka (1985).

## Művei
- Martinász (Miskolc, 1979)
- Béri Balogh Ádám (Tamási, 1980)
- Babits Mihály (Szekszárd, 1981)
- Méncsikók (Pécs, 1984)

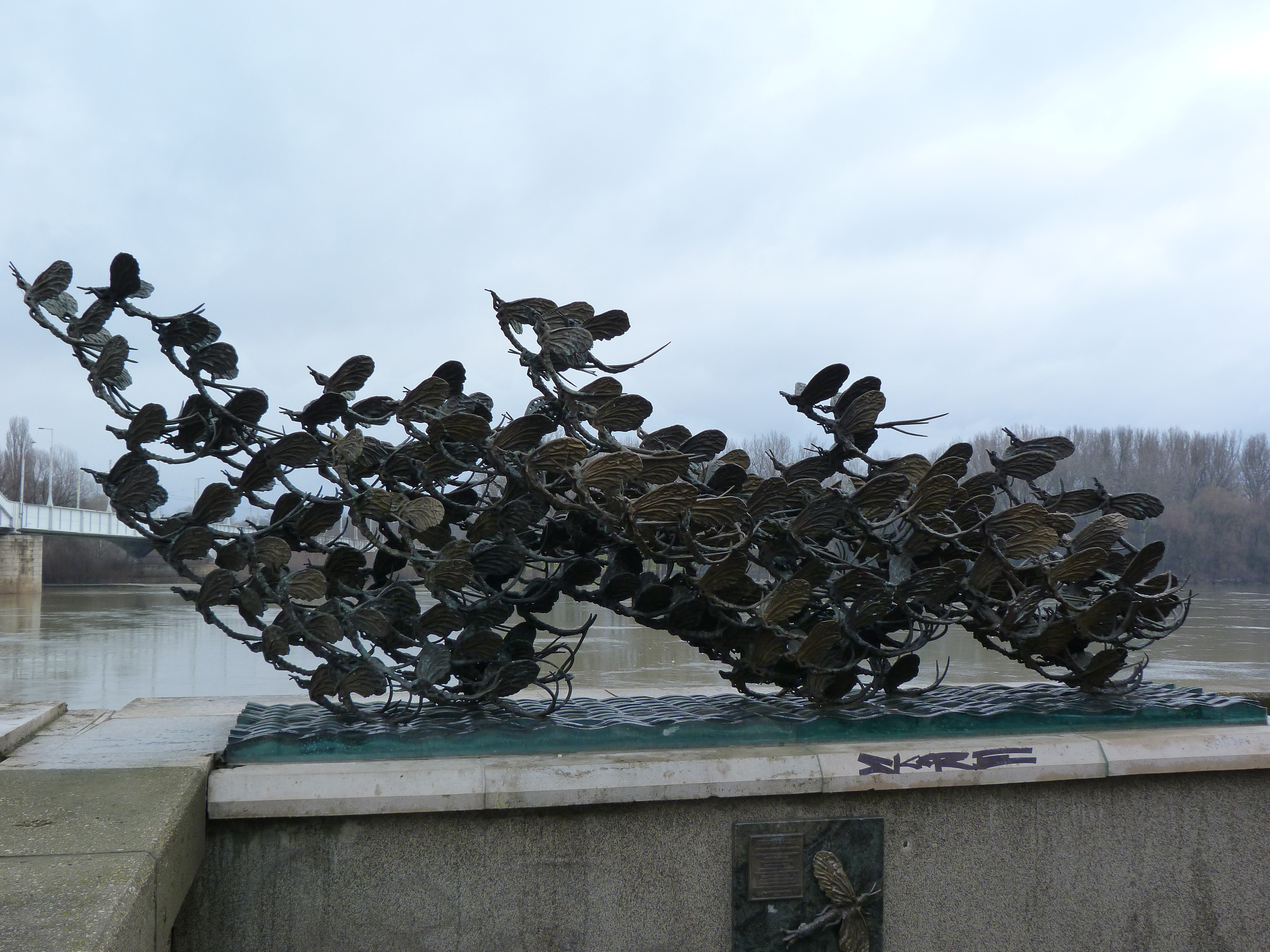
Tiszavirágzás című szobra, Szegeden

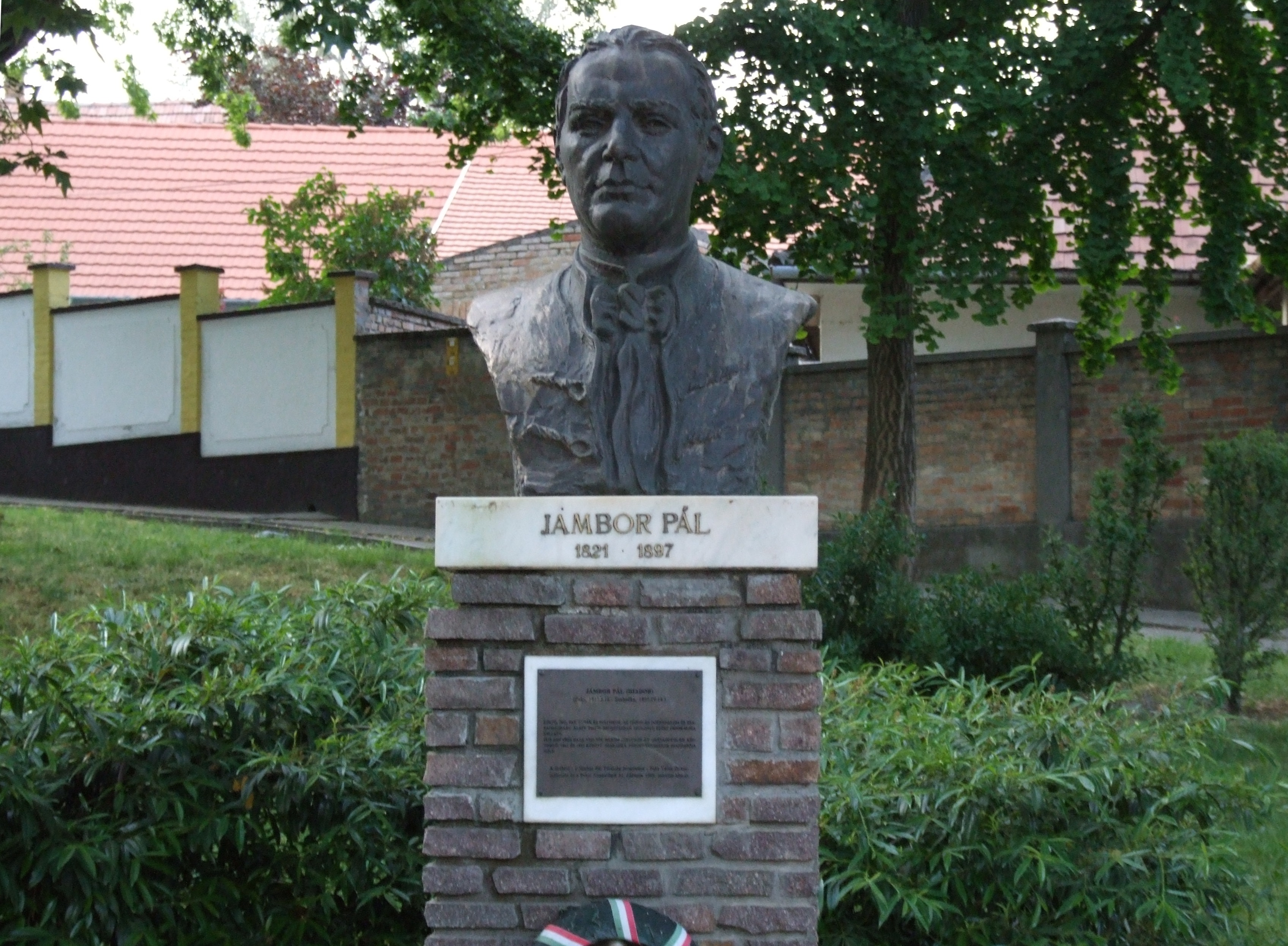
Jámbor Pál mellszobra, Pakson

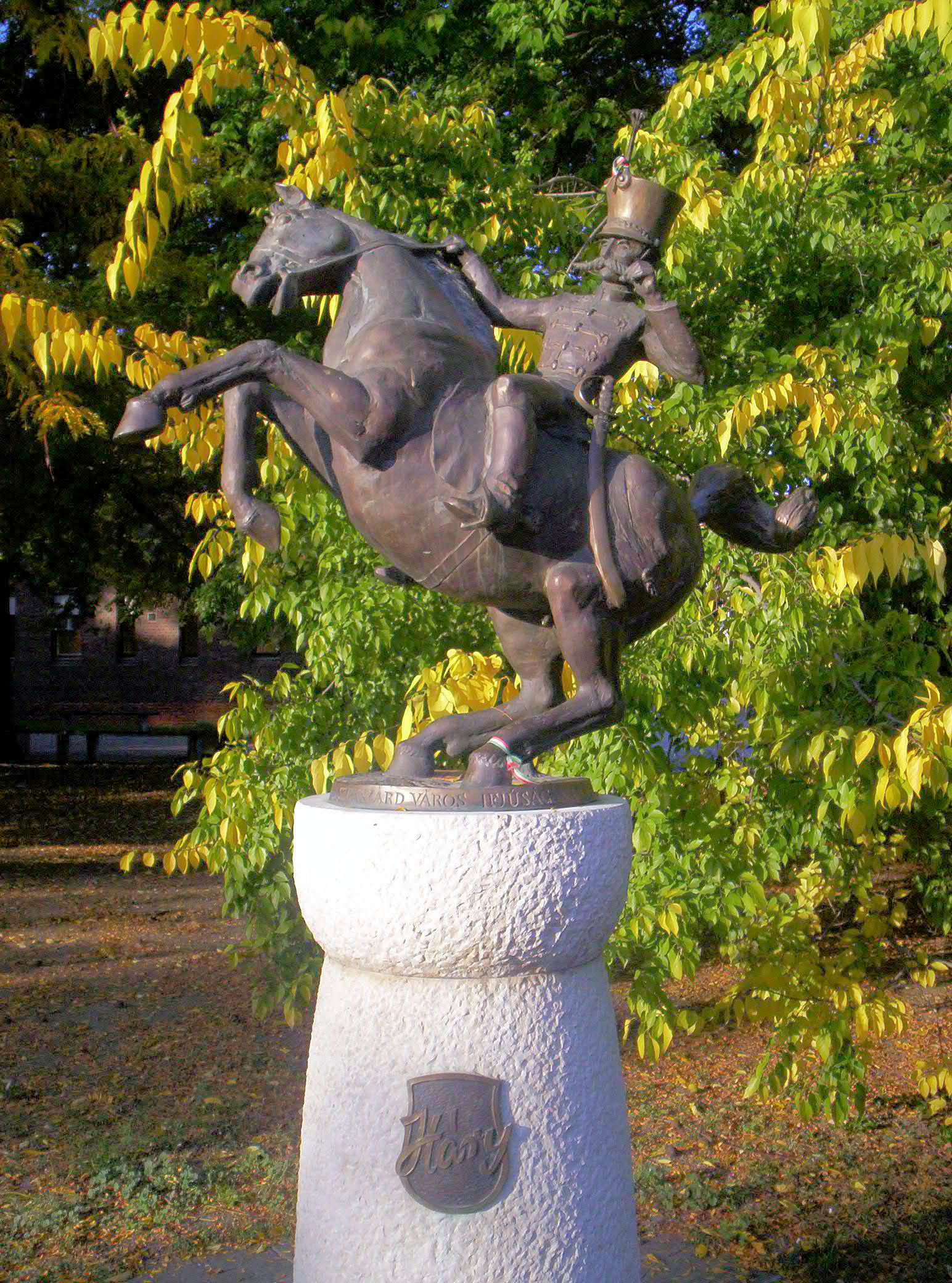
Háry János-szobor Szekszárdon

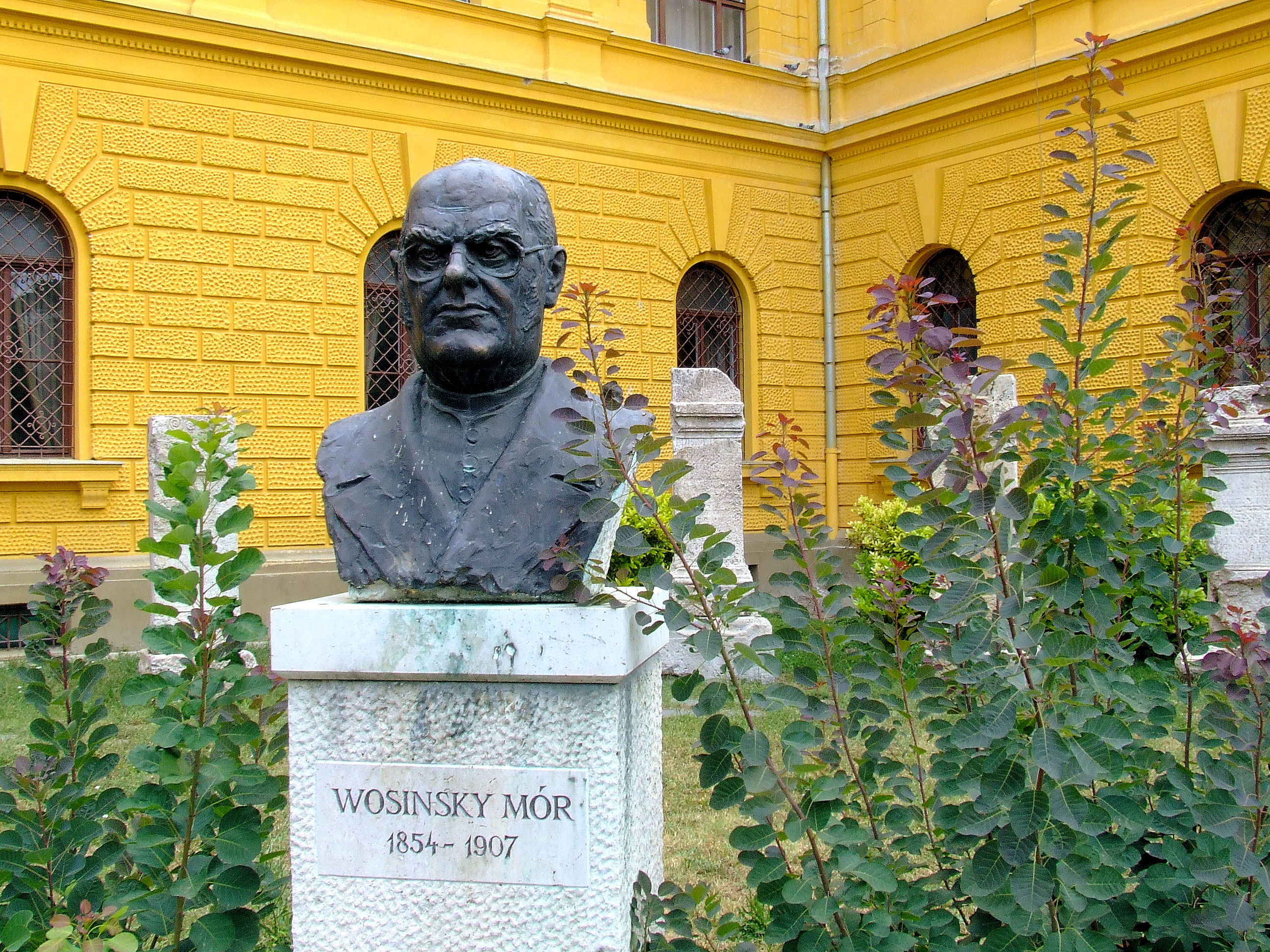
Wosinsky Mór mellszobra Szekszárdon, a nevét viselő megyei múzeum előtt

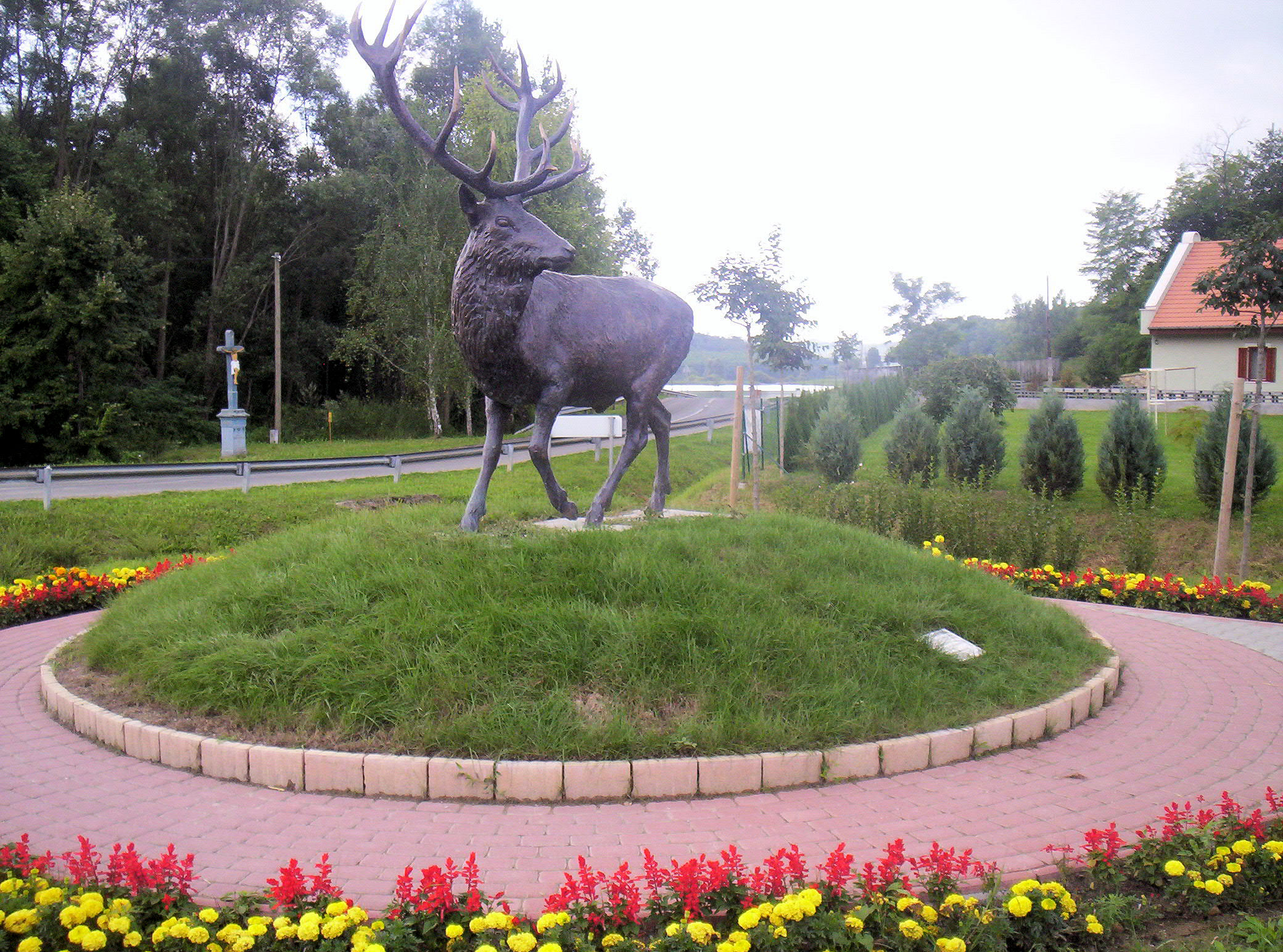
Szálkai szarvasbika

- Illyés Gyula (Felsőrácegrespuszta, 1987)
- Liszt Ferenc (Bezons, 1987)
- A szög (Villányi szoborpark, 1987)
- Wosinsky Mór (Szekszárd, 1989)
- Vadkan (Baja, 1989)
- Szent-Györgyi Albert (Szekszárd, 1993)
- Repülős emlékmű (Paks, 1994)
- Háry János (Szekszárd, 1994)
- Paksi disputa (Paks, 1995)
- Liszt Ferenc (Szekszárd, 1996)
- Wigner Jenő (Eger, 1996)
- Herman Ottó (Paks, 1996)
- Fekete István (Dombóvár, 1997)
- Jámbor Pál (Paks, 1998)
- A Biskói komptragédia áldozatainak emlékműve (Paks, 2000)
- Pákolitz István (Paks, 2000)
- Szent István (Szekszárd, 2002)
- Dr. Kelemen Endre (Szekszárd, 2002)
- Turul (Dombóvár, 2003)
- Marx György (Paks, 2003)
- Fekete István (Gölle, 2004)
- Wosinsky Mór (Tolna, 2004)
- Kármán Tódor (Paks, 2004)
- Habsburg Ottó (Paks, 2005)
- Szarvasbika (Szálka, 2005)
- Adolph Kolping (Szekszárd, 2005)

## Díjai
- Szekszárdi Tárlat Nívódíja (1978)
- Szocialista Kultúráért (1979)
- Babits Mihály-emlékplakett (1984)
- Országos Béketanács elismerő oklevél (1986)
- Kiváló Munkáért díj (1987)
- Magyar Vöröskereszt-kitüntetés (1990)
- Sióagárd község díszpolgára (1990)
- Közjóért, Szekszárd (1998)
- Illyés Gyula-emlékplakett (1998)
- Tolna megyei művészetért (2003)
- Magyar Köztársasági Arany Érdemkereszt (2004)